# One Astor Plaza

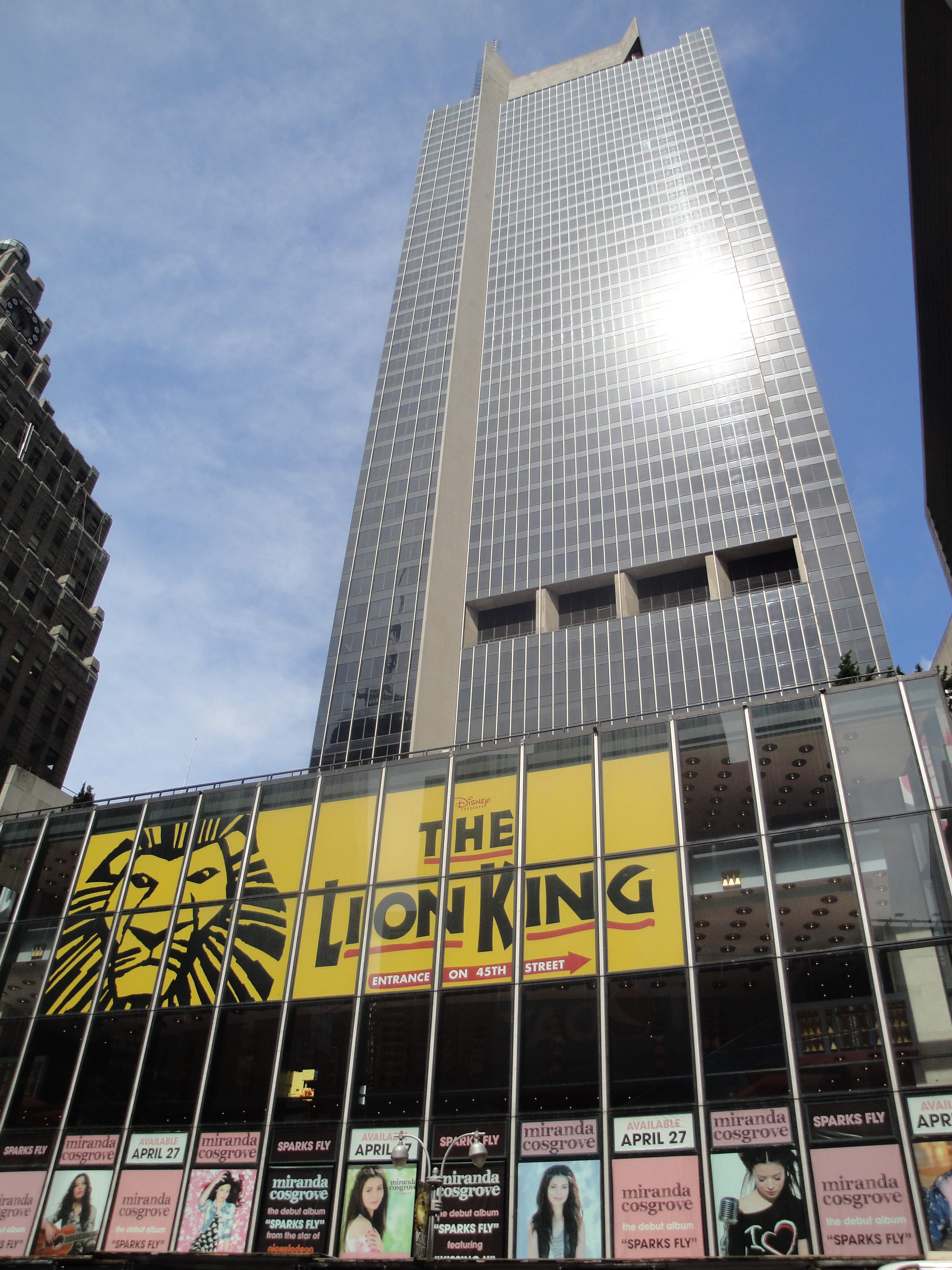
Vedere a etajelor superioare

One Astor Plaza este un zgârie-nori de 54 etaje (227 m înălțime) ce se află în New York City. Finisat în 1972 după un proiect de Der Scutt, cuprinde sediul Viacom, oficii ale MTV Studios și alte localuri, inclusiv magazine. Până în 1968, în același loc funcționa hotelul Astor.